# Diecezja Dassa-Zoumé
Diecezja Dassa-Zomé (łac.: Dioecesis Dassana-Zumensis) – katolicka diecezja Kościoła rzymskokatolickiego w Beninie, podlegająca pod Archidiecezję Kotonu. Siedziba biskupa znajduje się w Katedrze w Dassa-Zoumé.